# Suha Maiacika, Novi Sanjarî
Suha Maiacika (în ucraineană Суха Маячка) este localitatea de reședință a comunei Suha Maiacika din raionul Novi Sanjarî, regiunea Poltava, Ucraina.

## Demografie
Componența lingvistică a localității Suha Maiacika
     Ucraineană (97,76%)
     Rusă (2,24%)
Conform recensământului din 2001, majoritatea populației localității Suha Maiacika era vorbitoare de ucraineană (97,76%), existând în minoritate și vorbitori de rusă (2,24%).